# Viktor Prosenc
Viktor Prosenc, slovenski metalurg, * 12. december 1920, † 5. februar 2012.
Redni profesor Fakultete za strojništvo Univerze v Ljubljani. Bivši dekan te fakultete (1978-1982). Strokovnjak za področje varilstva, izobraževal se je doma in na tujem (Pariz, Hannover- tam je tudi doktoriral), razvijal varilsko stroko na območju celotne tedanje Jugoslavije. Več strokovnih publikacij in člankov.